# Heteronyx irrasus
Heteronyx irrasus är en skalbaggsart som beskrevs av Lea 1926. Heteronyx irrasus ingår i släktet Heteronyx och familjen Melolonthidae. Inga underarter finns listade i Catalogue of Life.